# Панькевич, Никита Андреевич
Никита Андреевич Панькевич (21 августа 1995 года, Смоленск, Россия) — российский футболист.

## Карьера
Воспитанник смоленского футбола. Начинал карьеру в 2013 году молодёжной команде московского «Динамо», где провёл 5 матчей в молодёжном первенстве России по футболу. Позже перешёл в нижегородскую «Волгу», где также выступал за молодёжную команду.
В 2014 году перешёл в «Чертаново», где выступал в Первенстве Профессиональной футбольной лиги. Во второй части сезона 2013/14 подписал контракт со смоленским «Днепром». Выступал за команду до 2019 года, после чего вместе с другим экс-футболистом «Днепра» Андреем Рыченковым перешёл в клуб «Хангарьд» из монгольской Премьер-лиги.
В составе команды СГАФКСТ принимал участие в чемпионате мира среди студентов в Китае и в Первенстве Национальной студенческой футбольной лиги.
В 2020 году выступал за «Смоленск» в группе 2 Первенства ПФЛ.
В 2022 году выступал за ФК «Красный» (Смоленская область), где являлся капитаном.

## Достижения
- Бронзовый призёр чемпионата Монголии: 2019.